# طوطی گلی شرقی
طوطی گلی شرقی (Platycercus eximius) یک طوطی بومی و بوم‌زاد جنوب شرقی استرالیا است. این پرنده ابتدا در قفس به نیوزیلند معرفی شد، سپس هم عمداً رها شد و هم به‌طور تصادفی به طبیعت گریخت و از آغاز سدهٔ بیستم عمدتاً در جزیره شمالی (به ویژه در نیمه شمالی جزیره، تاراناکی، وایکاتو و دره هات) و در تپه‌های اطراف داندین در جزیره جنوبی یافت شده است.